# St. Michael (Keilberg)

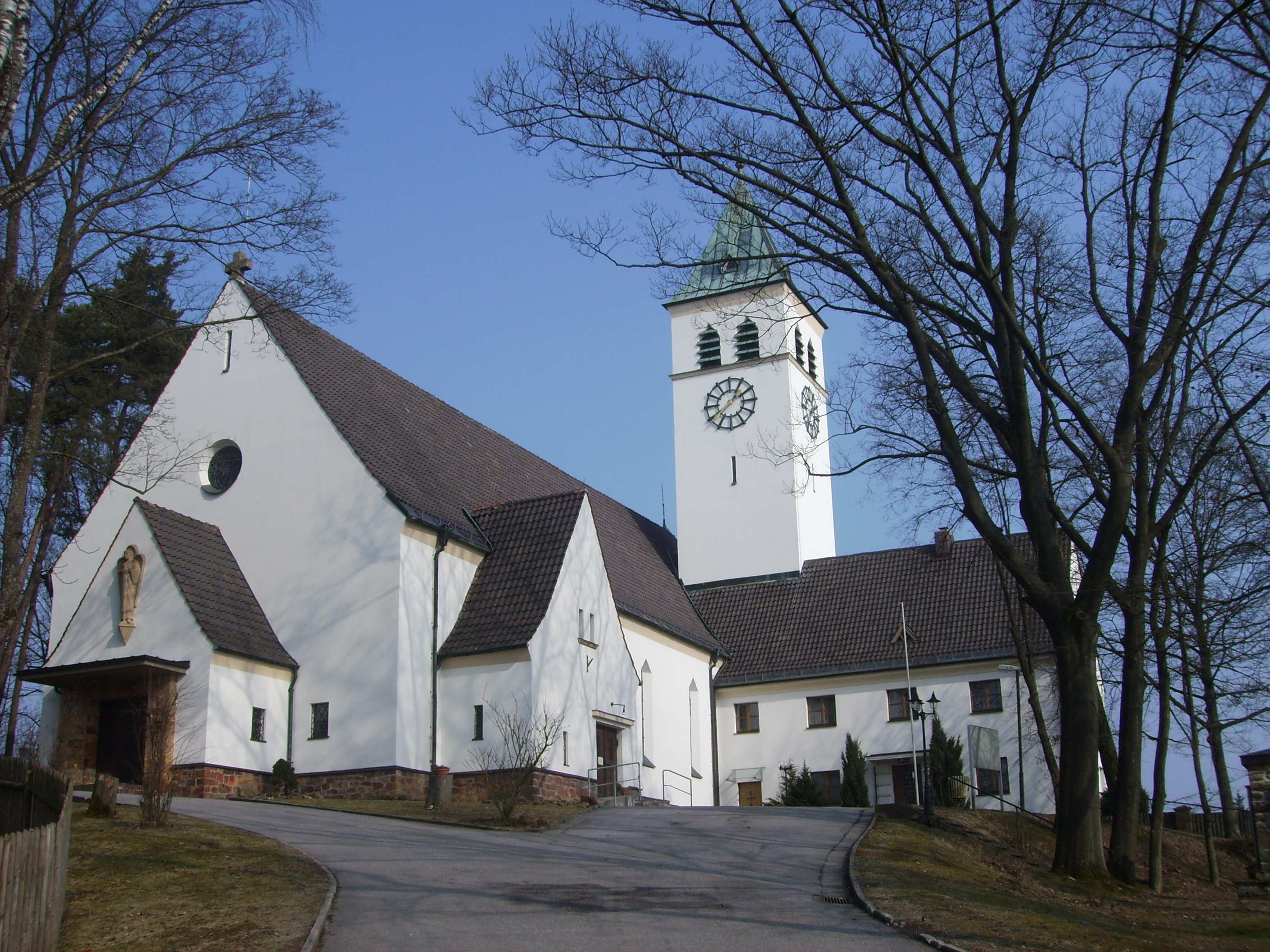
Pfarrkirche St. Michael in Keilberg

Die katholische Pfarrkirche St. Michael steht Zur Hohen Linie 20 im Stadtteil Keilberg von Regensburg.

## Geschichte

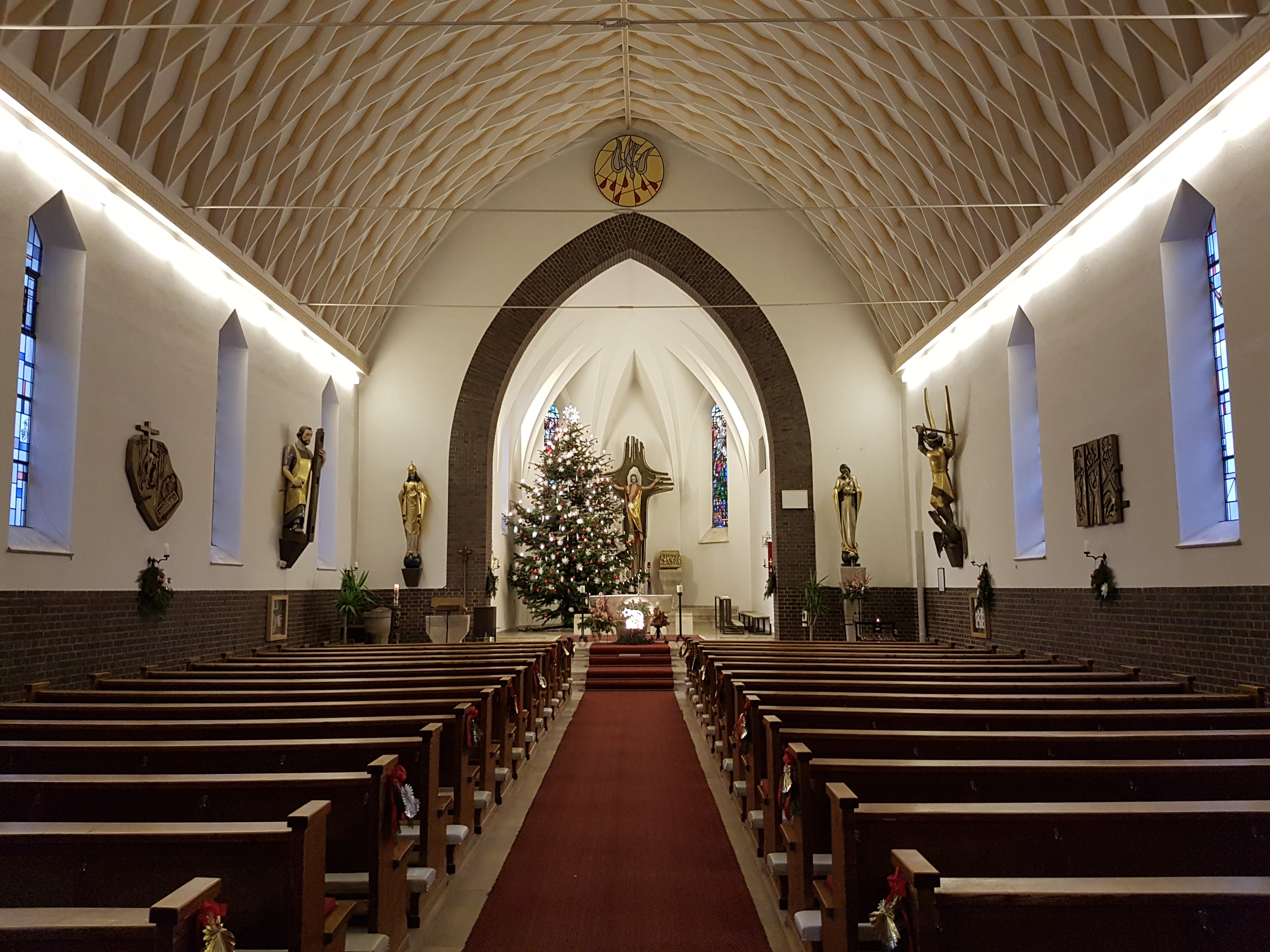
Innenansicht

Nachdem die katholische Bevölkerung Keilbergs zuvor lange Zeit zur Pfarrei Irlbach gehört hatte, wurde 1929 der Grundstein für den Bau der eigenen Pfarrkirche St. Michael gelegt. Die Fertigstellung der von Max Wittmann geplanten Kirche erfolgte bereits ein Jahr später. Die Kirche löste einen hölzernen Glockenturm ab und ist bis heute das am höchsten gelegene Gebäude in Regensburg. 1960 erfolgte der Bau des Pfarrheims mit dem dazugehörigen Kindergarten. 1963 wurde Keilberg schließlich zur selbstständigen Stadtpfarrei erhoben. Derzeit bildet sie eine Pfarreiengemeinschaft mit Heilig Geist.

## Gebäude und Ausstattung
Die Kirche ist ein Saalbau mit eingezogenem Chor, Chorflankenturm, Vorzeichen und zweifarbig gehaltenem Spitztonnengewölbe in Zollinger-Bauweise mit rautenförmiger Struktur. Bemerkenswert sind im Inneren die Figurenausstattung vorwiegend von Max Reiger, einem Schüler von Guido Martini und die beiden Glasfenster im Altarraum aus der Erbauungszeit.

## Orgel

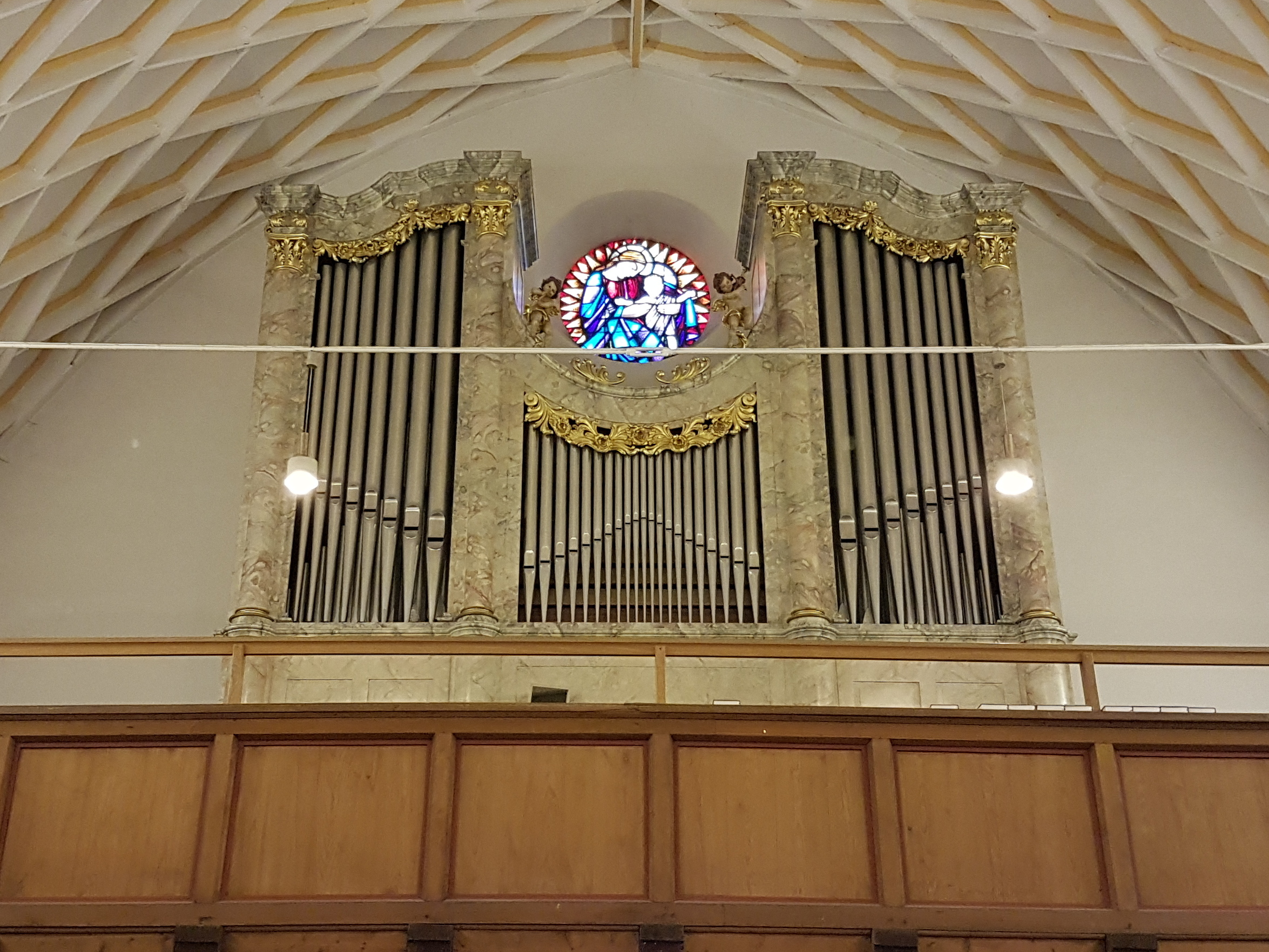
Orgel von 1986

Die Orgel aus dem Jahr 1986 und wurde von Georg Jann erbaut. Das rein mechanische Schleifladeninstrument hat 18 klingende Register, verteilt auf zwei Manuale und Pedal. Die Disposition lautet:
| I Hauptwerk C–g3 |            |       |
| 1.               | Prinzipal  | 8′    |
| 2.               | Spitzflöte | 8′    |
| 3.               | Oktave     | 4′    |
| 4.               | Holzflöte  | 4′    |
| 5.               | Feldpfeife | 2′    |
| 6.               | Mixtur IV  | 1 ⁄3′ |
| 7.               | Trompete   | 8′    |

| II Schwellwerk C–g3 |                 |       |
| 8.                  | Rohrflöte       | 8′    |
| 9.                  | Blockflöte      | 4′    |
| 10.                 | Sesquialtera II | 2 ⁄3′ |
|                     | Quinte          | 2 ⁄3′ |
| 11                  | Prinzipal       | 2′    |
| 12.                 | Quinte          | 1 ⁄3′ |
| 13.                 | Scharff III     | 1′    |
| 14.                 | Oboe            | 8′    |
|                     | Tremulant       |       |

| Pedal C–f1 |           |     |
| 15.        | Subbaß    | 16′ |
| 16.        | Offenbaß  | 8′  |
| 17.        | Choralbaß | 4′  |
| 18.        | Fagott    | 16′ |

- Koppeln: II/I, I/P, II/P
- Spielhilfen: Schwelltritt

## Glocken
Das vierstimmige Geläut der Pfarrkirche St. Michael ist als „Idealquartett“ gestimmt. Die Glocken im Einzelnen sind:
| Nr. | Name           | Gussjahr        | Gießer                  | Gewicht [kg] | Schlagton |
| --- | -------------- | --------------- | ----------------------- | ------------ | --------- |
| 1.  | Michaelsglocke | 1951            | Johann Hahn, Landshut   | 697          | f1+0      |
| 2.  | Josefsglocke   | 1951            | Johann Hahn, Landshut   | 403          | as1+0     |
| 3.  | Georgsglocke   | 1951            | Johann Hahn, Landshut   | 257          | b1-2      |
| 4.  | Marienglocke   | 16. Jahrhundert | Limherr Reiner, München | 285          | des2+0    |